# 史氏蝴蝶魚
史氏蝴蝶魚，為輻鰭魚綱鱸形目蝴蝶魚科的一個種。

## 分布
本魚分布在東太平洋區，包括復活節島、皮特凱恩群島、法屬波里尼西亞等海域。

## 深度
水深10至30公尺。

## 特徵
本魚體呈方圓形，吻短。身體前半部為黑色，後半部為橙色。臀鰭和背鰭具黑色、白色細邊緣。背鰭硬棘11至12枚，背鰭軟條26至29枚；臀鰭硬棘3枚、臀鰭軟條18至19枚。體長可達17公分。

## 生態
本魚棲息於海藻密佈的礁石中，常成群游動，肉食性，以浮游生物為食。

## 經濟利用
可當作觀賞魚。